# Ahab (König)

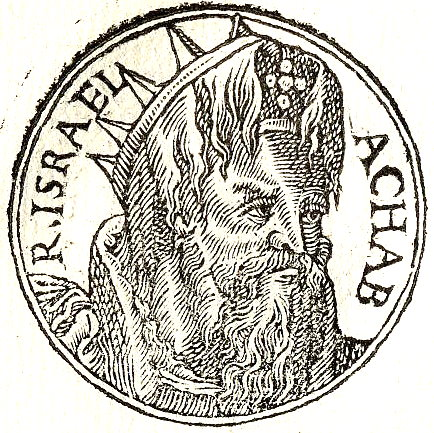
Ahab aus „Promptuarii Iconum Insigniorum“ (16. Jh.)

Ahab (אַחְאָב, „Bruder des Vaters“) war von etwa 871 bis 852 v. Chr., seit dem Tod seines Vaters Omri, König des Nordreiches Israel. Ahab heiratete Isebel, die Tochter des phönizischen Königs Etbaal von Sidon, wohl aus politischen Gründen. Aus der Ehe gingen die Söhne Ahasja und Joram sowie die Tochter Atalja hervor.

## Biblische Überlieferung
Im außenpolitischen Bereich erlebte Israel unter Ahab eine Blütezeit. Die Beziehungen zum reichen Phönizien brachten wirtschaftliche Vorteile, etwa den Bezug wertvollen Elfenbeins für Ahabs Königspalast. Auch mit dem Königreich Juda unter Joschafat bestanden trotz der religiösen Differenzen gute Beziehungen, die durch ein Heiratsbündnis bekräftigt wurden. Zunächst besiegte Ahab Ben-Hadad II. von Aram (Damaskus) und trat dann gemeinsam mit ihm 853 v. Chr. in der Schlacht von Karkar am Orontes dem Assyrerkönig Salmanassar III. entgegen. Er soll jedoch etwa 852 v. Chr. in einer weiteren Schlacht gegen die Aramäer tödlich verwundet worden sein. In der Forschung werden die entsprechenden Erzählungen der Bibel (1 Kön 20  und 1 Kön 22 ) bezüglich Ahabs als unwahrscheinlich angesehen, da sie wohl erst später als anachronistische Ergänzung Eingang fanden. Auf Ahab gehen einige Bauten in seiner Hauptstadt Samaria und die sogenannten Ställe Salomos in Megiddo zurück.
Wie alle Mitglieder der Dynastie Omri sieht die Bibel auch Ahab als gottlosen König, nicht zuletzt aufgrund seiner Heirat mit einer „ungläubigen“ Phönizierin. Ahab ließ zu, dass seine Frau Isebel den Baal-Kult in Israel einführte und Anhänger Jahwes verfolgt wurden, woraufhin ihm vom Propheten Elija am Berg Karmel Gottes Strafe verkündet wurde. Durch Atalja, Gemahlin des Joram von Juda, war Ahab ein Vorfahr der späteren Könige von Juda.

## Assyrische Quellen
Ahab wird gewöhnlich mit (A-ha-ab-bu) von KUR sir3-la-a-a gleichgesetzt, den Salmanasser III. auf dem Kurkh-Monolith erwähnt. Dieser war Mitglied einer aus zwölf Staaten bestehenden antiassyrischen Allianz, in der auch Adad-idri (Hadadezer) von Aram und Irhuleni von Hamath mitkämpften. Die Identifikation von A-ha-ab-bu mit Ahab wird allerdings von einigen Forschern angezweifelt.